# Sønder Stabel
Sønder Stabel (dansk) eller Süderstapel (tysk) er en landsby i det nordlige Tyskland under Kreis Slesvig-Flensborg i delstaten Slesvig-Holsten. Byen er beliggende 18 km sydøst for Husum i landskabet Stabelholm. Den grænser mod vest til Kreis Nordfriesland og mod syd til Kreis Dithmarschen.
Byen ligger i Stabel kommune.